# پلیمرهای ستاره‌ای

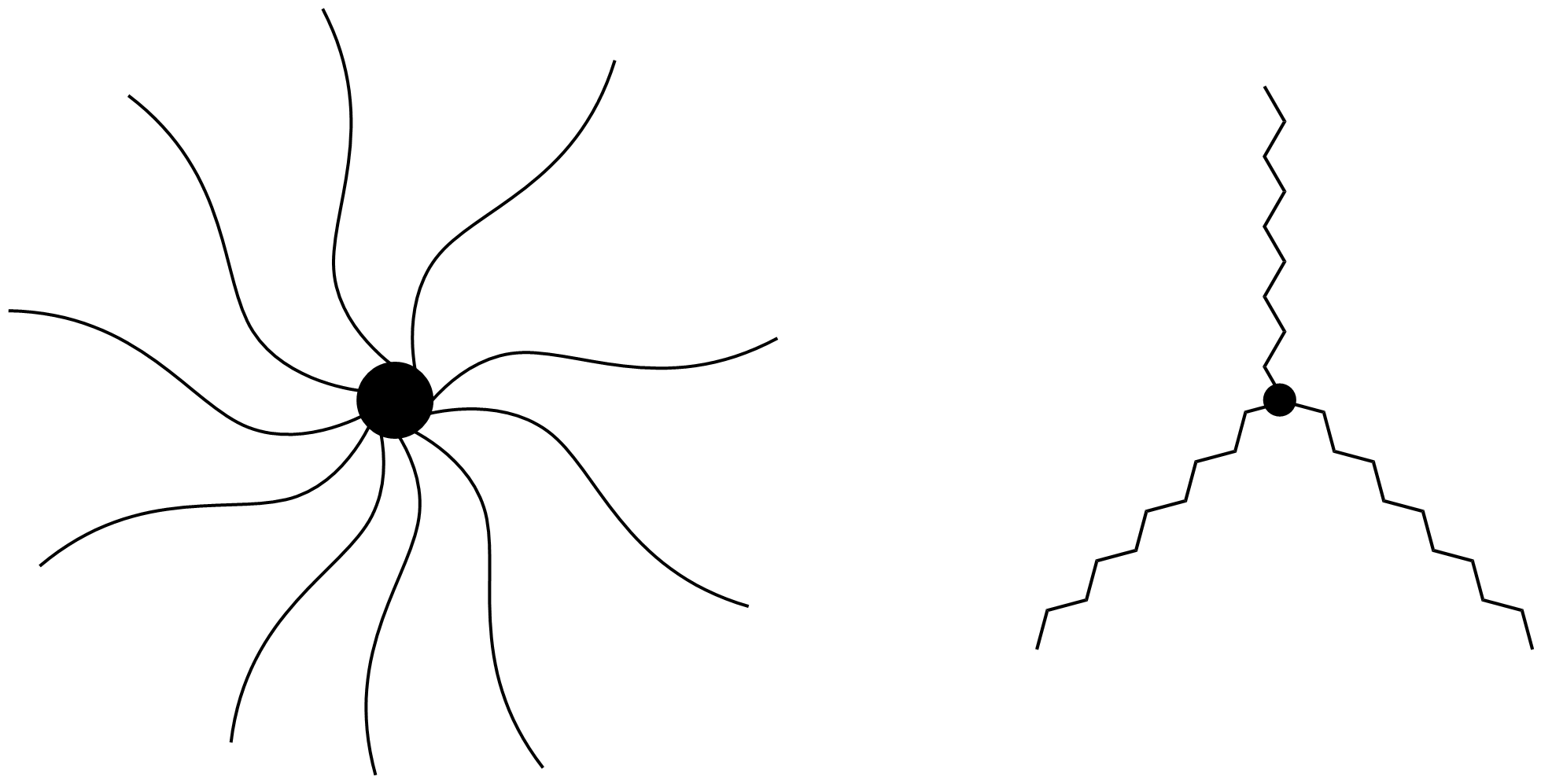
نمایش شمای عمومی پلیمرهای ستاره ای

پلیمرهای ستاره‌ای (به انگلیسی: Star-shaped polymers) ساده‌ترین دسته از پلیمرهای منشعب هستند که دارای ساختار عمومی با تعدادی زنجیرهٔ خطی (حداقل سه) متصل به هستهٔ مرکزی می‌باشند. هسته یا مرکز پلیمر، می‌تواند اتم، مولکول یا ماکرومولکول باشدو زنجیره‌ها یا بازوها متشکل از زنجیره‌های الی با طول‌های متغیر هستند. پلیمرهای ستاره ای که در آن‌ها طول و ساختار بازوها یکسان باشد، همگن و آن‌هایی که دارای بازوها با طول و ساختار متغیر هستند، ناهمگن محسوب می‌شوند.
ویژگی‌های پیوندی و شکل منحصر به فرد پلیمرهای ستاره ای چون ساختار فشرده، تراکم بالای بازوها، روش‌های همگذاشت کارآمد و خصوصیات رئولوژیکی موجب شده آن‌ها ابزاری قابل اطمینان در دارورسانی، و همچنین در زیست پزشکی، ترموپلاستیک، و نانو الکترونیک، در میان سایر کاربردها باشند.

## تاریخچه
پلیمرهای ستاره ای اولین بار توسط جان شفگن و پاول فلوری در سال ۱۹۴۸ گزارش شدند. آن‌ها طی تحقیقات در زمینهٔ پلیمرهای چند زنجیره ای، پلی آمیدهای ستاره ای را ایجاد کردند. مقالهٔ اصلی بعدی در ارتباط با پلیمرهای ستاره ای در ۱۹۶۲ توسط موریس مورتون و همکارانش منتشر شد. تحقیقات آن‌ها مطالعه ای بود که برای اولین بار یک روش برای ساخت پلیمرهای ستاره ای تعریف شده ارائه کرد؛ این روش از طریق پلیمریزاسیون آنیونی پویا امکان‌پذیر است. مطالعات زیادی در ارتباط با ویژگی‌ها، ترکیبات و کاربردهای پلیمرهای ستاره انجام گرفته و به عنوان زمینه ای پژوهشی همچنان فعال است.

## نامگذاری
هنوز میان پیشنهادهای سازمان‌های تنطیم کننده در ارتباط با نامگذاری، تفاوت‌های زیادی وجود دارد (IUPAC، CAS , MDL). با بیان IUPAC، پلیمرهای ستاره ای توسط یک پیشوند گروه ستاره ای، به‌طور مشخص تر f-star، زمانی که f تعداد بازوها را نشان می‌دهد، تعریف می‌شوند. به‌طور مثال star-(polyA; polyB; polyC) برای پلیمرهای ستاره ای متنوع (هتروآرم) با سه گونه بازو، اما تعداد و توزیع نامشخص، می‌باشد. زمانی که تعداد و توزیع بازوها مشخص باشد این به‌طور مثال می‌تواند یک 6-star-(polyA(f3); polyB(f۳)) تشکیل دهد که ۶ بازو در کل وجود دارد که سه تا شامل پلیمر polyAاست. ستاره‌هایی که تنها یک گونه (جرم مولی و شیمیایی یکسان) بازو وجود دارند ستاره‌های منظم (هوموآرم) نامیدهٔ شوند. ستاره‌هایی با بیش از یک گونه بازو، به عنوان ستاره‌های نا همگن (هتروآرم) شکل می‌یابند.

## ویژگی‌ها

### ساختار
پلیمرهای ستاره ای شامل یک هسته چند عاملی می‌باشند که از آن حداقل سه زنجیرهٔ پلیمری (بازو) منشعب می‌شود. این بازوها می‌توانند از نظر شیمیایی تعریف شده (هومواستار) یا متنوع (هتروآرم استار) باشند. علاوه بر این، بازوهای منفرد ممکن است با چندین پلیمر ترکیب شوند و پلیمرهای بلوک ستاره ای یا کوپلیمرهای ستاره ای تشکیل دهند. این ویژگی منحصربه فرد پلیمرهای ستاره ای نیز همچون طول و تعداد بازوهایشان، به ساختار شیمیایی آن‌ها مربوط می‌شود.

### خواص دینامیکی و رئولوژیکی
بتعدادی از شگفت‌انگیزترین ویژگی‌هایی که پلیمرهای ستاره ای واجد آن هستند؛ خصوصیات رئولوژیکی و دینامیکی آن‌ها در مقایسه با نظایر خطی مشابه از منظر جرم مولکولی و ترکیبات منومر می‌باشد. آن‌ها عموماً دارای شعاع هیدرودینامیکی و شعاع دوران و گرانروی درونی کمتری نسبت به نظایر خطی از جرم مولکولی مشابه هستند. گرانروی درونی با افزایش عاملیت و جزم مولکولی شاخه‌ها افزایش می‌یابد و رسیدن به اشباع حداکثر عاملیت باعث می‌شود گرانروی تنها به جرم مولکولی بازوها وابسته باشد. ستارهای هتروآرم دارای گرانروی و شعاع هیدرودینامیکی بیشتری نسبت به ستاره‌ها با بازوی تک نوعی هستند. علت این رخداد افزایش برخوردهای دفع کننده که نتیجهٔ تعداد بیشتری اتصالات چند نوعی میان بازوهای مختلف هستند، می‌باشد. علاوه بر این پلیمرهای ستاره ای دمای ذوب، دمای تبلور و درجهٔ تبلور کمتری به نسبت نظایر حطی خود، بروز می‌دهند

### خود سامانی
ویژگی منحصر به فرد خود سامانی پلیمرهای ستاره ای آن‌ها به زمینه‌های آینده دار جهت تحقیق برای به کاری در مواردی چون دارورسانی مواردی چون دارورسانی و فرآیندهای چندفازی چون جداسازی موارد ارگانیگ/غیرارگانیک، تبدیل می‌کند. پلیمرهای ستاره‌های عموماً دارای غلظت بحرانی میسل بالاتر، لذا تعداد تجمات کمتر نسبت به نظایر خطی خود، از منظر تشابه جرم مولکولی زنجیره‌های خطی، می‌باشند. اضافه کردن گروه‌های عاملی به بازوه‌های پلیمر ستاره ای همچون انتخاب حلال مورد استفاده می‌تواند ویژگی‌های تجمعی آن‌ها را متأثر سازد. افزایش تعداد گروه‌های عاملی مادامی که جرم مولکولی یثابت است، تعداد تجمع را کاهش می‌دهد. مشاهده شده‌است که پلیمرها با هتروآرم می‌توانند ابر مولکولی خاص جذابی چون ستاره ای، روبان‌های مقطع و میسلار با ترکیب هسته-پوسته-تاج، بسته به انحلال پذیری بازوی آنها در محلول، تجمیع می‌شوند که می‌تواند تحت تأثیر تغییرات دما، pH، حلال و غیره باشد. . این ویژگی‌های خود سامانی برای انحلال پذیری کل پلیمرهای ستاره ای و سایر حل شونده‌های داخل محلول پیامدهایی به همراه دارد. برای پلیمرهای هتروآرم، افزایش جرم مولکولی زنجیره‌های محلول، انحلال پذیری را افزایش می‌دهد. ۱دیده شده‌است که پلیمرهای خاص ستاره- بلوک هتروآرم، امولسیون‌های حلال آلی آبی را پایدار می‌کنند؛ در حالیکه سایرین توانایی افزایش انحلال پذیری نمک‌های عیر آلی در حلال‌های ارگانیک را بروز داده‌اند.

## ترکیبات

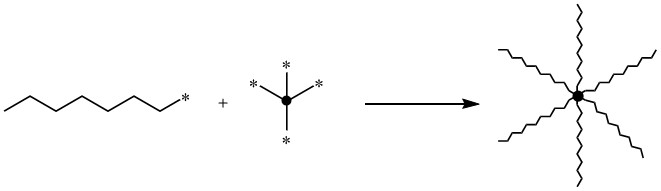
رویکرد ترکیب اول بازو. نمادهای * نمایانگر عاملیت‌های فعال هستند

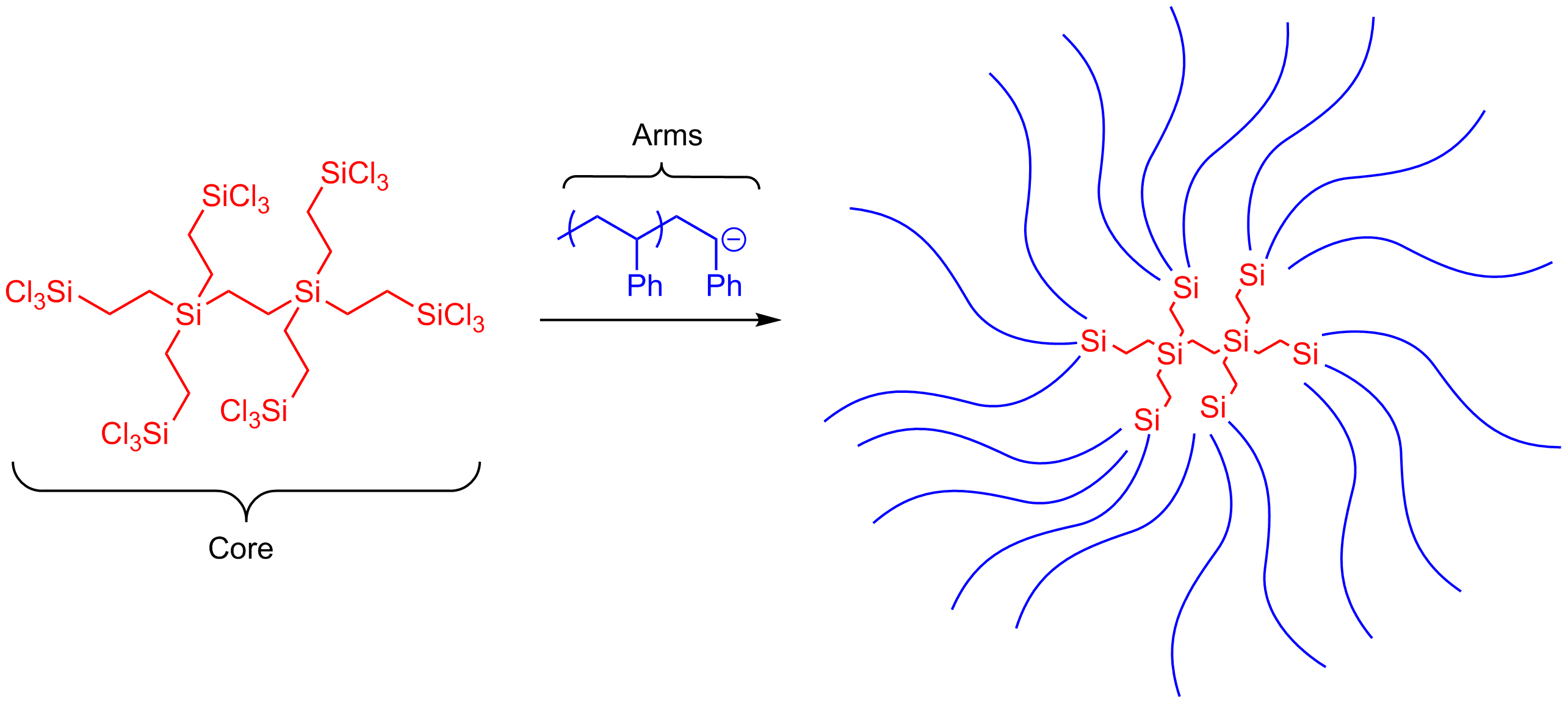
ترکیب اول بازو با استفاده از هسته مشتق شده کلروسیلان و بازوهای مونومر آنیونی

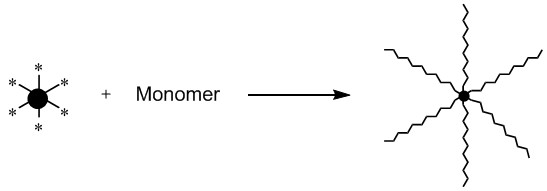
رویکرد ترکیب اول هسته نمادهای * عاملیت‌های فعال هستند

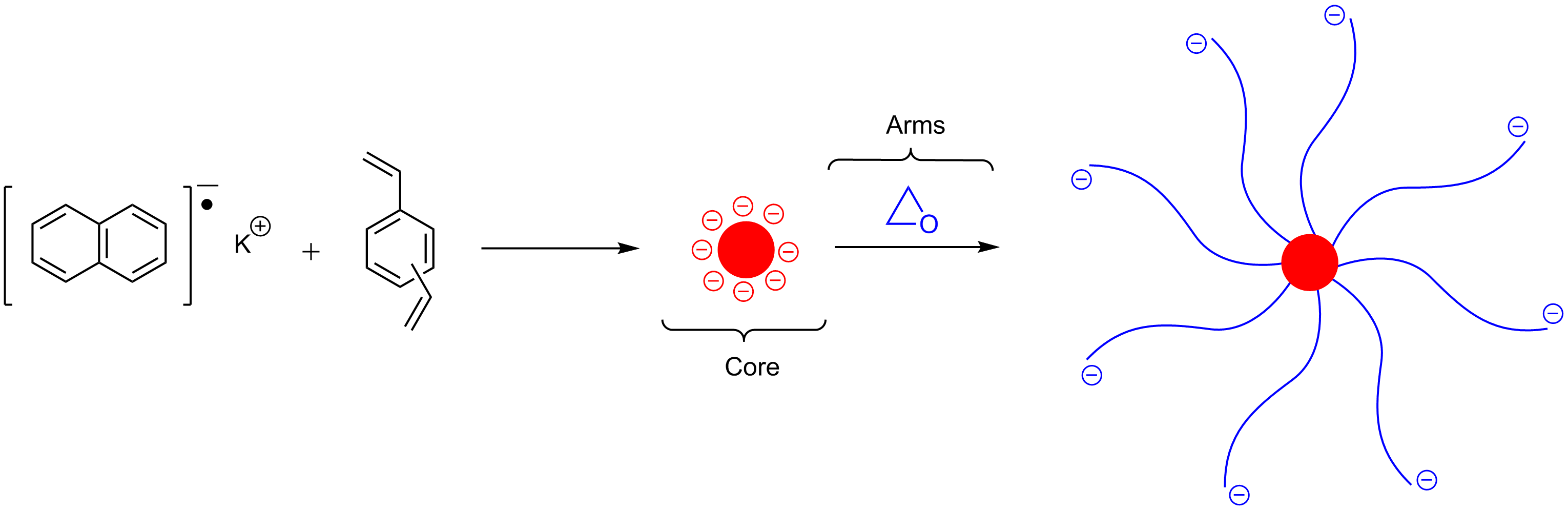
روش ترکیبی هسته اول برای پلیمرهای ستاره ای PEO، شامل عامل دار سازی DVB

پلیمرهای ستاره ای می‌توانند از طرق مختلف ترکیب شوند. رایج‌ترین آن‌ها اول بازو، که در آن زنجیره‌های پویا به عنوان شروع کننده عمل می‌کنند، و اول هسته، که در آن هسته آغاز گر است، می‌باشند.
سایر مسیرهای ترکیب شامل این موارد هستند: فرآیندهای سل-ژل کنترل شده، پلیمریزاسیون انتقال گروه، کاتالیز فلزهای انتقالی، پلیمریزاسیون آنیونی پویا، پلیمریزاسیون کاتیونی زنده، پلیمریزاسیون حلقه باز، پلیمریزاسیون متاتز بازشونده حلقه (ROMP) و پلیمریزاسیون رادیکال کنترل شده.

### بازو اول
در روش بازوی اول (همچنین به عنوان روش «بازو بستن» یا رویکرد همگرا)، از پلیمرهای پویای تک عاملی با خصوصیات شناخته شده، به عنوان پیش ماده در واکنش استفاده می‌شوند. بخش فعال در انتهای زنجیره آنها می‌تواند به‌طور مستقیم با یک هسته پلیمری چند عاملی مناسب واکنش پذیر (که به عنوان عامل اتصال دهنده نیز شناخته می‌شود) واکنش داده و یک پلیمر ستاره ای شکل تولید کند. در این روش، پلیمر ستاره ای تولید شده شامل گروه‌های زنجیره همگن هستند. روش ترکیب اول بازو را می‌توان کارآمدترین ترکیب پلیمرهای ستارهٔ قلمداد کرد؛ چرا که هر مرحله به‌طور مستقیم قابل کنترل و ارزیابی می‌باشد؛ بازوه‌ها و هسته و بازوها می‌توانند ایزوله و پیش از واکنش استوکیومتری، مشخص شوند و میزان عاملیت پلیمر ستاره ای نهایی نیز به‌طور دقیق و مستقیم قابل اندازه‌گیری است.
یک رویکرد در ترکیب اول بازو، انجام آن از طریق پلیمریزاسیون آنیونی است. در این روش از بازوهای آنیونی استفاده می‌شود و توسط یک هسته شامل گروه‌های خنثی کننده ب، واکنش آن‌ها برانگیحته می‌شود. گروه‌های خنثی کننده هسته اغلب کلروسیلانها، گروه‌های ترک کننده کلر یا غیرفعال کننده آلکنها هستند. مشتقات کلروسیلان به عنوان هسته‌های واکنشی ویژه عمل می‌کنند و می‌توانند از منظر کمی (یا بسیار نزدیک به کمی) با پلیمرهای پویا کربانیون واکنش دهند. این واکنش شامل کاربانین‌هایی است که با گروه‌های Si-Cl نعویض الکتروفیل انجام می‌دهند (همان‌طور که در شکل زیر نشان داده شده‌است). در موارد این چنین، بازوهای نهایی همه همگن هستند و می‌توانند به‌طور کامل تشخیص داده شوند. هسته نیز قابل تشخیص است؛ لذا با توجه به این دو در نهایت پلیمر ستاره ای مشخصی به دست می‌آید. از آن جا که هم هسته و هم بازوها نسبتاً واکنش پذیر هستند، لازم است همه Si-Cl تحت تعویض الکتروفیل قرار گیرند؛ بنابراین پلیمرهای ستاره ای شکل دارای یک شاخص پراکندگی پلیمر نسبتاً باریک هستند.

### اول هسته
در روش اول هسته (همچنین «باز کردن» یا واگرا)، یک هستهٔ چند عاملی به عنوان آغاز گر به‌طور همزمان برای چندین بازو استفاده می‌شود. این رویکرد پیچیده‌تر از روش اول بازو می‌باشد؛ چرا که یافتن هستهٔ مناسب و پایدار سخت و تشخیص پلیمر ستاره ای ترکیب شده چالش‌برانگیز است.
این روش اولین بار در سال ۱۹۸۸ حین عامل دار سازی DVB توسط نفتالینید برای ساخت هستهٔ چند عاملی، شکل گرفت. می‌توان هسته را با اکسید اتیلن واکنش داد تا یک پلیمر ستاره ای شکل ایجاد شود. همان‌طور که در اکثر رویکردهای اول هسته معمول است، این روش در موارد گرانروی و ژلاسیون بالا به مشکل برمی‌خورد. در این مورد پلیمر ستاره ای توسط تکنیک‌های کروماتوگرافی اندازه ای و پراکندگی نور تشخیص داده شد.

## کاربردها
گرچه مطالعات زیادی در ارتباط با پلیمرهای ستاره ای انجام گرفته‌است؛ اما کاربردهایی تجاری آن‌ها همچنان محدود هستند. البته این موارد با گسترش پژوهش‌ها در حال رشد می‌باشند. تعدادی از کاربردهای تجاری پلیمرهای ستاره ای به شرح ذیل می‌باشد:
- پلیمرهای ستاره ای نامتقارن بر الاستومرهای ترموپلاستیک اثرگذارند.[۶] مورفولوژی آن‌ها برای داشتن در ویژگی‌های مکانیکی چون سختی، ترمیم کشسانی، شفافیت و مقاومت دمایی، مطلوب است.
- استفاده به عنوان بهبود دهنده شاخص گرانروی در روغن موتور اتوموبیل.[۱۶] پلیمرهای ستاره ای عموماً گرانروی درونی پایین‌تری نسبت به نظایر خطی خود دارند که علت آن شعاع دوران و گرانرویشعاع هیدرودینامیک کوچکتر آن هاست. این ویژگی، آن‌ها را برای استفاده در فلویدهایی که نیاز به گرانروی پایین دارند، همچون روغنهای روانکاری در موتور اتومبیل (روغن موتور)، مناسب می‌سازد.
- ساختار لاک نوری عموماً توسط پلیمرهای خطی ایجاد می‌شود؛ اما به نظر می‌رسد پلیمرهای ستاره ای مزایای بیشتری در مقایسه با نظایر خطی خود دارند.[۷] آن‌ها توانایی کاهش سختی دیواره‌های جانبی لاک نوری را دارند بدون آن که حساسیت یا وضوح کاهش یابد. علت بروز این ویژگی، تمایل کاهش یافتهٔ پلیمرهای ستاره ای به ساخت گره خوردگی‌های زنجیره نسبت به نظایر خطی آن‌ها از نظر تشابه در جرم مولکولی می‌باشد که منجر به انحلال ناپذیری و افزایش سختی می‌شود.
- پلیمرهای میکتوآرم که ساختارهای میسلار با ترکیب هسته-پوسته-تاج را شکل می‌دهند، در شرایط مختلف بیولوژیکی، مولکول‌های کوچک را جذب و آزاد می‌کنند.[۱۳] مولکول‌های کوچک در حین انتقال، با بازوهای مشخصی از پلیمر که بخش درونی ساختار میسلار را تشکیل می‌دهند، ارتباط دارند. زمانی که آن‌ها در معرض شرایطی که باعث حل شدن بازوها ی داخلی می‌شود قرار گیرند، مولکول‌های کوچک آزاد می‌شوند. به خصوص، به شکل کپسول درآوردن موفقیت‌آمیز عامل ضد سرطان دوکسوروبیسین هیدروکلراید این چنین حاصل شده‌است.
- غلظت ژلی کم پلیمرهای تله سیلیک و نیمه سیلیک پلیمرهای ستاره ی، آن‌ها را برای بهبود هیدروژل‌های جدید در کاربردهای بیومتریال، مناسب ساخته‌است. غلظت ژلی کم به دلیل افزایش برخوردهای میان مولکولی نسبت به نظایر خطی آن‌ها، که خود به علت بیشتر بودن گروه‌های عاملی در پلیمرهای ستاره ای در حجم مشابه می‌باشد، اتفاق افتاده‌است.